# Tom Adams (político)
Jon Michael Geoffrey Manningham Adams (Bridgetown, 24 de septiembre de 1931 - St. Michael, 11 de marzo de 1985), más conocido como Tom Adams, fue un abogado y político barbadense que ejerció como segundo primer ministro de Barbados desde 1976 hasta su fallecimiento en 1985. Desde 1966 hasta la misma fecha fue también miembro de la Cámara de la Asamblea de Barbados por el distrito de St. Thomas, que representó por cuatro mandatos consecutivos.
Hijo de Grantley Herbert Adams, el primer premier democráticamente electo de Barbados, entonces una colonia del Imperio británico, Adams estudió en el Harrison College, desde donde consiguió una beca para Magdalen College, en la Universidad de Oxford. Se graduó con una maestría en política, filosofía y economía, y retornó a Barbados en 1965, luego de obtener su título de abogado. Miembro del Partido Laborista de Barbados, entonces liderado por su padre, Adams fue elegido miembro de la Cámara de la Asamblea en noviembre de 1966, pocas semanas antes de la independencia formal de Barbados del Reino Unido.
Su padre falleció en 1971 y fue sucedido por Harold Bernard St. John como líder del partido. Luego de la aplastante derrota de St. John en los comicios de 1971, Adams (uno de los pocos miembros del BLP que conservó su escaño), asumió como líder de la Oposición durante la legislatura siguiente. Describiéndose a sí mismo como «socialdemócrata», el liderazgo de Adams abandonó muchos de los puntos de vista conservadores que mantuviera su padre durante su conducción del partido, manteniendo promesas en torno a los derechos laborales en el contexto de una economía social de mercado. Con una campaña en la que criticó el alto nivel de desempleo, las denuncias de corrupción gubernamental y la alta inflación, y beneficiado por una repentina recesión económica y el debate en torno a una reforma constitucional controvertida, Adams condujo al BLP a una amplia victoria electoral que implicó su vuelta al poder después de quince años en la oposición. Fue de este modo juramentado como segundo primer ministro y cuarto jefe de gobierno democrático de Barbados el 8 de septiembre de 1976.
En su primer mandato, Adams logró reducir el desempleo casi a la mitad, aumentar el ingreso y el crecimiento per cápita, lograr un superávit en la balanza de pagos durante tres años y expandir el turismo. A nivel exterior, volcó al país hacia Gran Bretaña y los Estados Unidos, forjando estrechos vínculos con las administraciones de Margaret Thatcher y Ronald Reagan, en el marco del conservadurismo liberal que emergió en occidente entre fines de la década de 1970 y principios de la de 1980. La oposición, encabezada por Barrow, cuestionó su gobierno como «mendicante» para con las grandes potencias. La prosperidad general le valió a Adams una holgada reelección en 1981. Sin embargo, la situación económica se deterioró durante su segundo mandato. La administración de Adams fue también foco de controversia por la intervención de la Fuerza de Defensa de Barbados en la terminación de una rebelión a pequeña escala en San Vicente y las Granadinas, y más ampliamente por el apoyo territorial y militar a la invasión estadounidense de la vecina Granada en octubre de 1983 tras el asesinato del líder comunista granadino Maurice Bishop. Esto, sumado a su propuesta de construir un ejército integrado para todos los países del Caribe anglófono y su dura postura anticomunista llevó a que críticos internos y externos lo acusaran de buscar una «militarización» regional.
Adams falleció de un repentino ataque al corazón el 11 de marzo de 1985, a la edad de 53 años. Su adjunto, Harold Bernard St. John, asumió la jefatura de gobierno hasta el final del mandato, cuando el DLP del ex primer ministro Barrow ganó las elecciones de 1986 en forma aplastante.